# Gilvánfa
Gilvánfa es un pueblo ubicado en el distrito de Sellye, en el condado de Baranya, Hungría.

## Superficie
Posee una superficie de 15,43 kilómetros cuadrados.

## Demografía
Hasta 2023 la población era de 345 habitantes, con una densidad de población de 22,36 habitantes por kilómetro cuadrado.